# M-クレゾール
meta-クレゾール、または3-メチルフェノールは、化学式がCH3C6H4(OH)で表される有機化合物。無色透明で粘性のある液体で、様々な化合物の原料となる。フェノールの誘導体であり、異性体にp-クレゾールとo-クレゾールがある。

## 合成
他の多くの化合物と同様に、伝統的にコールタールから得られる。コールタールには数パーセントのフェノールとクレゾールの異性体が含まれる。クメン-クレゾール法では、フェノールはプロピレンでアルキル化されクメンの異性体を与える。これはクメン法に似た酸化的脱アルキル化（ホック転位）ができる。

## 用途

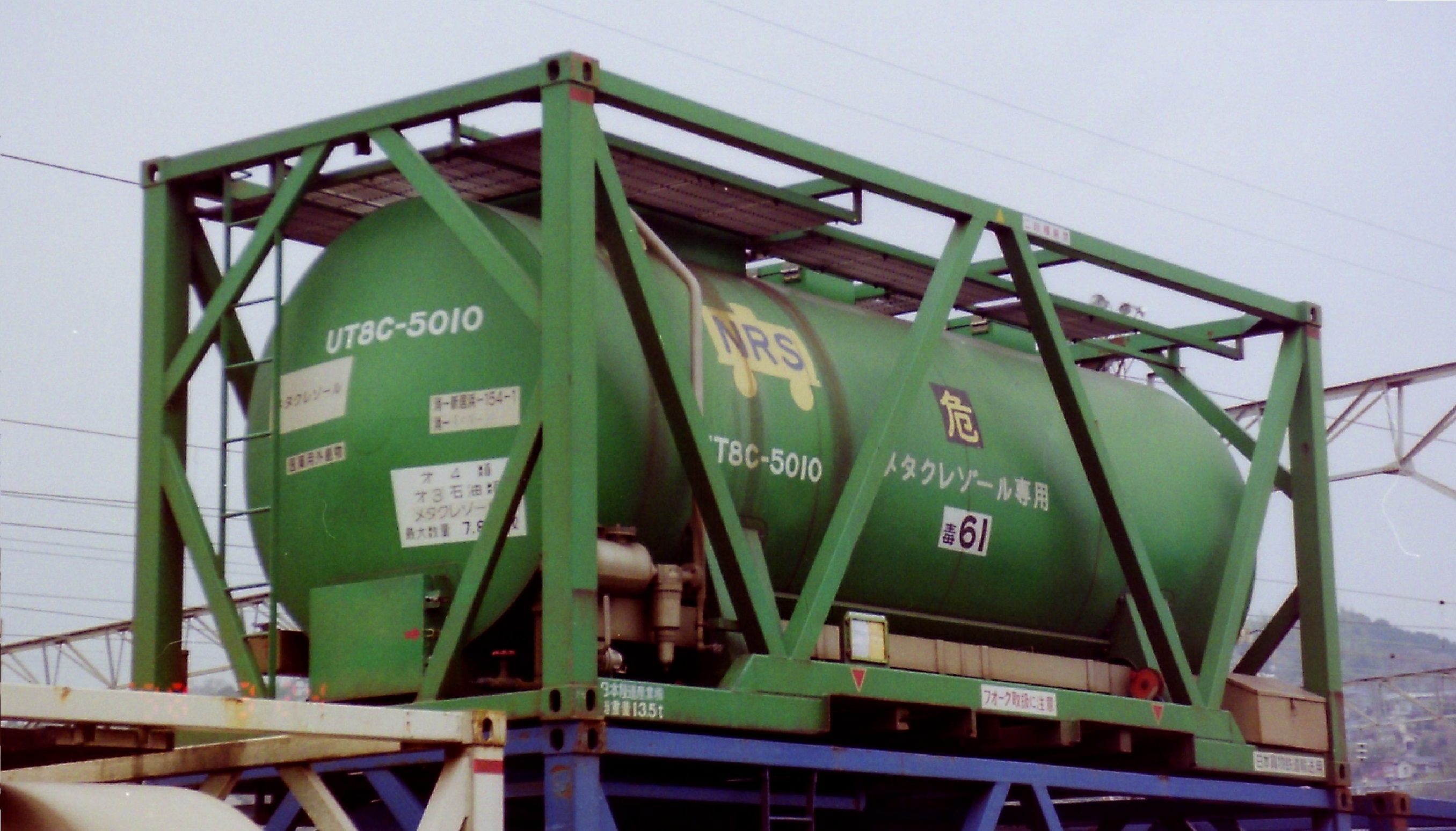
メタクレゾールの鉄道輸送用にJR貨物より承認登録されて、日本陸運産業所有の鉄道私有コンテナ、UT8C-5010。大分県／西大分駅にて、1998年3月17日撮影。

農薬殺虫剤のフェニトロチオンとフェンチオンおよび殺菌剤のアミルメタクレゾールの原料である。メチル化させた2,3,6-トリメチルフェノールはビタミンEの前駆体である。
導電性高分子のポリアニリンの溶媒およびドーパントとしても使われる。

## 天然での存在
発情したアフリカゾウのオスから一時的に分泌される。